# کینوسوکه تاکاماتسو
کینوسوکه تاکاماتسو (انگلیسی: Kinnosuke Takamatsu؛ ۱۳ ژانویهٔ ۱۸۹۸ – ۱۴ مهٔ ۱۹۷۹) بازیگر اهل ژاپن بود. از فیلمهای او می‌توان روباه دیوانه (۱۹۶۲) را نام برد.